# Pseudogerespa usipetes
Pseudogerespa usipetes là một loài bướm đêm trong họ Erebidae.